# Barrow upon Humber

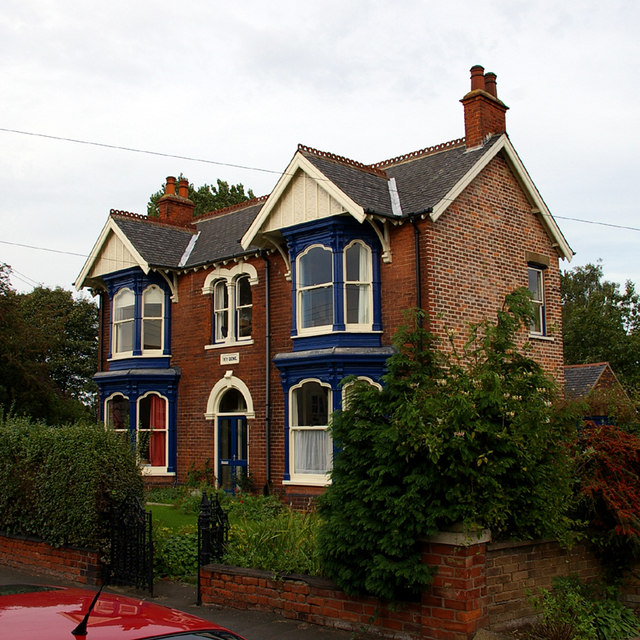
Edificio di Barrow upon Humber

Barrow upon Humber è un villaggio con status di parrocchia civile dell'Inghilterra nord-orientale, facente parte della contea della Lincolnshire e del distretto di North Lincolnshire e situato a pochi chilometri a sud dello Humber (l'ampio estuario che si getta nel Mare del Nord). Conta una popolazione di circa 2.800 abitanti.

## Geografia fisica
Barrow upon Humber si trova a pochi chilometri a sud-est di Barton-upon-Humber.

## Monumenti e luoghi d'interesse

### Architetture religiose

#### Chiesa della Santa Trinità
Principale edificio religioso di Barrow Upon Humber è la chiesa della Santa Trinità, risalente all'XI secolo.

### Architetture civili

#### High Street
Lungo la High Street (la via principale), si affacciano edifici in stile georgiano e vittoriano.

#### Royal Oak
Tra gli edifici più antichi della cittadina, figura il Royal Oak, risalente al XVII secolo.

## Società

### Evoluzione demografica
Nel 2016, la popolazione stimata della parrocchia civile di Barrow upon Humber era pari a 2.835 abitanti, di cui 1.430 erano donne e 1.405 erano uomini. La popolazione al di sotto dei 18 anni era pari 541 unità.
La parrocchia civile ha conosciuto un live incremento demografico rispetto al 2011, quando la popolazione censita era pari a 2.820 unità, e soprattutto rispetto al 2001, quando la popolazione censita era pari a 2.555 abitanti.